# Folkpunk
Folkpunk is een muziekgenre waarin folk wordt gecombineerd met punkrock. Het werd in de vroege jaren 80 bekend door The Pogues in Groot-Brittannië en door Violent Femmes in de Verenigde Staten. Folkpunk bereikte wat mainstreamsucces in dat decennium. In de meer recente jaren, hebben de subgenres Celtic punk en gypsy punk ook wat commercieel succes ervaren.

## Kenmerken
In tegenstelling tot Keltische rock en elektronische folk heeft folkpunk de neiging om relatief weinig traditionele muziek in zijn repertoire op te nemen. De meeste folkpunkmuzikanten spelen punkrock, maar met behulp van extra typische folkinstrumenten zoals de mandoline, accordeon, banjo en viool. Toch spelen sommige folkpunkbands de traditionele vormen van folkmuziek.

## Geschiedenis

### Jaren 80
Violent Femmes was een van de eerste en meest commercieel succesvolle bands die punk en folk fuseerde, hoewel een groot deel van hun muziek door de vroege artrockbands als The Velvet Underground werd beïnvloed. Tijdens de latere jaren 80 gingen andere punk- en hardcorebands hun muziek laten beïnvloeden door folkinstrumenten te gebruiken en akoestische nummers te schrijven, met name bands als The Dead Milkmen, Hüsker Dü en Articles of Faith.
In het Verenigd Koninkrijk werd de fusie van folk en punk vooral ontwikkeld door de van oorsprong Ierse band The Pogues, die een mix van eigen nummers en covers van bekende folkzangers maakten, vaak uitgevoerd in een rauwere punkstijl.

### Jaren 90
De interesse in folkpunk stierf een beetje weg in de jaren 90, hoewel er nog steeds bands waren die folkpunk speelden. In 1994 werd de platenmaatschappij Plan-It-X Records opgericht, die later in de late jaren 90 en de vroege millenniumjaren veel folkpunk zou gaan uitgeven en daarbij ook een grote rol speelden bij het ontwikkelen van het genre.

### Jaren 00
In de vroege jaren 2000 begon een Plan-It-X Records-geluid, dat sterk was beïnvloed door de undergroundpoppunk van de jaren 90 en klassieke DIY-ethiek, populair te worden. Voor velen in de punkgemeenschap werd het platenlabel als synoniem voor folkpunk gezien, hoewel de platenmaatschappij ook veel elektronische muziek met weinig of geen folkinvloeden heeft uitgegeven. De meest opvallende bands uit deze periode zijn onder andere Defiance, Ohio (poppunkband die veel gebruik maakt van cello), This Bike is a Pipe Bomb (pacifistische country/punkband), AJJ en Against Me!

### Jaren 10
Het spelen van folkmuziek en folkpunk werd populair onder singer-songwriters, waaronder Frank Turner (voorheen zanger van de hardcore punkband Million Dead), Chuck Ragan (zanger van de punkband Hot Water Music), Austin Lucas en Tim Barry (voorheen van de punkband Avail).